# Liste des navires câbliers en service dans le monde
La flotte mondiale câblière comprend une centaine d'unités disséminées sur les principaux océans et mers.

Les flottes les plus importantes sont logiquement réparties chez les quatre nations qui ont une industrie câblière d'envergure mondiale : les États-Unis, le Japon, la France et le Royaume-Uni. L'extension du réseau Internet dans les années 2000 a provoqué une demande très importante et rapide des besoins de pose de nouveaux câbles sous-marins. Pour faire face au marché, de nombreux navires supply ont été temporairement aménagés en câbliers.
La liste non contractuelle suivante, inclut tous les navires connus à ce jour faisant fonction.
| Navire                            | Pays                   | Propriétaire                       | Longueur | Tonnage   | Année |
| --------------------------------- | ---------------------- | ---------------------------------- | -------- | --------- | ----- |
| Agile (ex-Len Spear)              | Royaume-Uni            | Global Marine System Ltd           | 139,5    | 7 023     | 1978  |
| Akademik Golitsyn                 | Russie                 | Gazflot                            | 71,6     | 675       | 1984  |
| Arcos                             | Allemagne              | Bohlen and Doyen GmbH              | 85,46    | 3 375     | 2002  |
| Asean Explorer                    | Indonésie              | Singapore Telecom Pte Ltd          | 139,55   | 9 650     | 2002  |
| Asean Maru                        | Japon                  | Glory Maritime Ltd                 | 58,63    | 2 080     | 1982  |
| Asean Restorer                    | Singapour              | Singapore Telecom Pte Ltd          | 131,4    | 4 825     | 1994  |
| Atlantic Guardian                 | Royaume-Uni            | Global Marine System Ltd           | 103,50   | 3 538     | 2001  |
| Badaro                            | Corée du sud           | Korea Submarine Telecom            | 145,7    | 7 900     | 2004  |
| Baltic Spider                     | Pays-Bas               | Ballast Ham Dredging BV            | 83,8     | 2 236     | 1996  |
| Baron                             | Antilles Néerlandaises | Cableship Contractors NV           | 146,5    | 12 600    | 2002  |
| Biryusa                           | Russie                 | Kamchatka Shipping Ltd             | 86,1     | 896       | 1986  |
| Bo Do Installer                   | Allemagne              | Bohlen and Doyen GmbH              | 65       | 2 000     | 1982  |
| Bo Do Mariner                     | Allemagne              | Bohlen and Doyen GmbH              | 53,7     | 704       | 1968  |
| Bo Do Supplier                    | Allemagne              | Bohlen and Doyen GmbH              | 53,4     | 746       | 1999  |
| Bold Endeavour                    | États-Unis             | Global Marine System Ltd           | 129,8    | 8 000     | 1999  |
| Bold Endurance                    | Canada                 | Secunda Marine Services Ltd        | 139,5    | 5 717     | 1999  |
| Bourbon Reel                      | Gibraltar              | Bourbon Offshore Norway AS         | 90,6     | 3 083     | 2000  |
| Bourbon Skagerrak                 | Norvège                | Havila Shipping AS                 | 106      | 7 886     | 1993  |
| Cable I                           | Hambourg               | Intership Ltd                      | 96       | 2 500     | 1983  |
| Cable One                         | Danemark               | JD Contractors ApS                 | 35,3     | GRT 419   | 2002  |
| Cable Innovator                   | Royaume-Uni            | Global Marine System Ltd           | 145,5    | 9 400     | 1995  |
| Cable Retriever                   | Philippines            | Singapore Telecom Pte Ltd          | 131,3    | 5 235     | 1997  |
| Certamen (ex-John Cabot)          | Italie                 | Italmare SpA                       | 105      | 2 025     | 1999  |
| Coastal Spider                    | Pays-Bas               | Van Der Stoel BV                   | 78,3     | 2 000     | 1981  |
| Discovery                         | Luxembourg             | NV Friary Ocean Surveyor Ltd       | 124,7    | 4 645     | 1990  |
| Donets                            | Russie                 | Russian Ministry of Communications | 130,4    | 6 810     | 1968  |
| Electron                          | Pays-Bas               | Statnett Rederi                    | 77,2     | 624       | 1969  |
| Emba                              | Russie                 | Russian Ministry of Communications | 76       | 702       | 1980  |
| Etisalat                          | Émirats arabes unis    | Émirats Telecom & Marine Services  | 74       | 1 417     | 1990  |
| Fjordkabel                        | Norvège                | Seaworks AS                        | 37,4     | GRT 331   | 1992  |
| Frans                             | Pays-Bas               | Van Oord ACZ                       | 66       | 1 164     | 1973  |
| Fu Hai                            | Chine                  | SB Submarine System Ltd            | 105      | 7 919     | 2000  |
| Fu Lai                            | Chine                  | SB Submarine System Ltd            | 107      | 3 993     | 1992  |
| Fu Xing                           | Chine                  | SB Submarine System Ltd            | 66       | 1 258     | 2001  |
| Giulio Verne                      | Italie                 | Prysmian SpA                       | 128      | 10 569    | 1984  |
| Global Sentinel                   | États-Unis             | Tycom Inc                          | 146      | 7 900     | 1991  |
| Heimdal                           | Royaume-Uni            | Seacor Marine                      | 136      | 6 500     | 1983  |
| Henry P. Lading                   | Danemark               | JD Contractor                      | 72       | GRT 1 631 | 1994  |
| Île d'Aix (ex-Gulmar Badaro)      | France                 | ASN                                | 151,4    | 7 776     | 1992  |
| Île de Batz                       | France                 | ASN                                | 139,7    | 8 000     | 2001  |
| Île de Bréhat                     | France                 | ASN                                | 139,7    | 8 000     | 2001  |
| Île de Ré (ex-Prerow)             | France                 | Optic Marine Service               | 140,12   | 4 500     | 1982  |
| Île de Sein                       | France                 | ASN                                | 139,7    | 8 000     | 2002  |
| Île d'Ouessant (ex-Toisa Warrior) | France                 | ASN                                | 87,4     | 4 676     | 2011  |
| Ingul                             | Russie                 | Russian Ministry of Communications | 130,4    | 3 245     | 1962  |
| Inguri                            | Russie                 | Russian Ministry of Communications | 130,4    | 3 245     | 1978  |
| Iris                              | Royaume-Uni            | Global Marine System Ltd           | 97,2     | 2 151     | 1976  |
| Jan Steen                         | Pays-Bas               | Van Oord ACZ                       | 76       | 2 644     | 2001  |
| Kaiyo                             | Japon                  | Nippon Salvage Company             | 80       | 5 600     | 2001  |
| KDD Ocean Link                    | Japon                  | Kokusai Cable Ship Co Ltd          | 133,5    | 6 270     | 1992  |
| KDD Pacific Link                  | Japon                  | Kokusai Cable Ship Co Ltd          | 109      | 6 597     | 1997  |
| Kem                               | Russie                 | Dalmoreprodukt Holding Co          | 86,1     | 896       | 1986  |
| Knight                            | Antilles Néerlandaises | Cableship Contractors NV           | 146,5    | 12 600    | 2001  |
| Kouki Maru                        | Japon                  | Dokai Maritech Co Ltd              | 117,5    | 7 034     | 2000  |
| Koushin Maru                      | Japon                  | Dokai Maritech Co Ltd              | 98,5     | 3 628     | 1998  |
| Léon Thévenin                     | France                 | Chamarel Marine Service            | 107      | 3 220     | 1983  |
| Lodbrog (ex-Bolero)               | France                 | Optic Marine Service               | 143,4    | 4 500     | 2002  |
| Maersk Defender                   | Danemark               | AP Moller                          | 96       | 8 455     | 1996  |
| Maersk Fighter                    | Danemark               | AP Moller                          | 82,5     | 3 713     | 1992  |
| Maersk Recorder                   | Danemark               | AP Moller                          | 105,8    | 7 919     | 2000  |
| Maersk Reliance                   | Brésil                 | AP Moller                          | 105,8    | 7 919     | 2000  |
| Maersk Responder                  | Curaçao Antilles       | AP Moller                          | 105,8    | 7 919     | 2000  |
| Marion Cll                        | États-Unis             | It International Telecom           | 59,5     | 971       | 1995  |
| Miss Clementine                   | Singapour              | Maurel & Prom International Ship.  | 75       | 2 806     | 1996  |
| Miss Marie                        | Hong Kong              | Maurel & Prom International Ship.  | 74,9     | 2 919     | 1998  |
| Nepryadva                         | Russie                 | Russian Ministry of Communications | 75,9     | 702       | 1981  |
| Newton                            | Royaume-Uni            | Gouvernement du Royaume-Uni        | 98,45    | 1 536     | 1976  |
| Nexus (ex-Pelican)                | Espagne                | James Fisher Logistics Ltd         | 150,47   | 7 600     | 1993  |
| Niwa (ex-Global Mariner)          | Émirats arabes unis    | Émirats Telecom & Marine Services  | 145,66   | 8 396     | 1993  |
| Nordica                           | Finlande               | Finish Maritime Org                | 116      | 4 800     | 1994  |
| Nordkabel                         | Norvège                | Bulk Transport AS                  | 44       | GRT 395   | 1969  |
| Normand Clipper                   | Norvège                | Solsrad Shipping AS                | 127,5    | 7 200     | 2001  |
| Ocean Challenger                  | Norvège                | Ks Ocean Challenger                | 96,43    | 5 176     | 2000  |
| Ocean Hercules                    | Panama                 | Sringray Shipping Ld               | 80,77    | 1 547     | 2000  |
| Oceanic Pearl                     | Royaume-Uni            | James Fisher Logistics Ltd         | 108,61   | 5 726     | 2000  |
| Oceanic Princess                  | Iles Marshall          | James Fisher Logistics Ltd         | 120,2    | 6 253     | 2000  |
| Oceanic Viking                    | Norvège                | Eidesvik & Co AS                   | 108,3    | 6 200     | 2000  |
| Olympic Princess                  | Norvège                | Olympic Nor AS                     | 83,7     | 4 158     | 2001  |
| Pacific Gardian                   | Royaume-Uni            | Global Marine System Ltd           | 115,6    | 3 544     | 1981  |
| Peter Faber                       | France                 | Optic Marine Service               | 78,4     | 2 834     | 1982  |
| Seaway Phoenix                    | Royaume-Uni            | Seaway 7                           | 130      | 7 200     | 2003  |
| Pierre de Fermat                  | France                 | Orange Marine                      | 100,1    | 4 000     | 2014  |
| Piti                              | Japon                  | NTT World Engineering Marine       | 74,25    | 785       | 1983  |
| Pleijet                           | Suède                  | Telis Piuaos AB                    | 70,4     | 1 379     | 1989  |
| Provider I                        | Panama                 | Alleos Marine Contractors SA       | 139,4    | 5 717     | 1998  |
| René Descartes                    | France                 | Orange Marine                      | 144,5    | 8 208     | 2001  |
| Searanger                         | Vanuatu                | Scaworks Ltd                       | 77,8     | GRT 2 567 | 2000  |
| Seaspan                           | États-Unis             | Seaworks BV                        | 83,67    | 2 145     | 1979  |
| Seaworker                         | St Vincent et Grenades | Seaworks BV                        | 92,8     | GRT 2 310 | 1965  |
| Segern                            | Corée du sud           | Korea Submarine Telecom            | 115,4    | 6 409     | 1998  |
| Setouchi Surveyor                 | Singapour              | Fugro Geodetic Singapore           | 64,8     | 547       | 2000  |
| Selun                             | Russie                 | Russian Ministry of Communications | 75,9     | 702       | 1981  |
| Sir Eric Sharp                    | Royaume-Uni            | Global Marine System Ltd           | 115      | 3 523     | 1988  |
| Skandi Neptune                    | Norvège                | DOF Boderi AS                      | 104,2    | 5 380     | 2001  |
| Sovereign                         | Royaume-Uni            | Global Marine System Ltd           | 130,7    | 7 139     | 1991  |
| Streinbut                         | Allemagne              | Bohlen and Doyen GmbH              | 49,9     | 490       | 1987  |
| Subaru                            | Japon                  | NTT World Engineering Marine       | 124      | 6 843     | 1999  |
| Tavda                             | Russie                 | Russian Ministry of Communications | 130,4    | 3 245     | 1977  |
| Telepaatti                        | Finlande               | Primatel Ltd                       | 42,6     | 150       | 1999  |
| Teliri                            | Italie                 | ELLETRA                            | 111,5    | 3 400     | 1996  |
| Teneo                             | Indonésien             | Optic Marine Service               | 81       | 1 563     | 1992  |
| Talis (ex-Peter Faber II)         | Grèce                  | DOF Boderi AS                      | 51,6     | 391       | 1961  |
| Tyco Decisive                     | Iles Marshall          | Tycom Inc                          | 140      | 7 800     | 2002  |
| Tyco Dependable                   | Iles Marshall          | Tycom Inc                          | 140      | 7 800     | 2002  |
| Tyco Durable                      | Iles Marshall          | Tycom Inc                          | 140      | 7 800     | 2002  |
| Tyco Reliance                     | Iles Marshall          | Tycom Inc                          | 140      | 7 800     | 2001  |
| Tyco Resoluce                     | Iles Marshall          | Tycom Inc                          | 140      | 7 800     | 2002  |
| Tyco Responder                    | Iles Marshall          | Tycom Inc                          | 140      | 7 800     | 2002  |
| Umra Al Auber (ex-Geomaster)      | Émirats arabes unis    | Émirats Telecom & Marine Services  | 133,7    | 5 470     | 1972  |
| Wave Mercury (ex-Lodbrog)         | Japon                  | Global Marine System Ltd           | 141,5    | 5 012     | 1999  |
| Wave Sentinel (ex-Island Com.)    | Royaume-Uni            | Global Marine System Ltd           | 126,4    | 5 215     | 1999  |
| Wave Ventura (ex-Kraka)           | Royaume-Uni            | Tycom Inc                          | 141,5    | 5 012     | 1999  |
| Yana                              | Russie                 | Russian Ministry of Communications | 130,4    | 3 245     | 1963  |
| You Dian 1                        | Chine                  | SB Submarine System Ltd            | 71,4     | 618       | 1976  |
| Zeya                              | Russie                 | Russian Ministry of Communications | 130,4    | 3 245     | 1970  |